# Lingua italiana in Romania
La lingua italiana in Romania ha conosciuto una grande diffusione a partire dalla metà del XIX secolo. La somiglianza linguistica fra romeno e italiano ha reso e rende possibile un rapido apprendimento facilitando e incentivando l'emigrazione da e verso i rispettivi paesi.
In Romania l’italiano è lingua riconosciuta di una minoranza linguistica grazie alla legge nazionale sullo status delle minoranze del 2005 ed è oggetto di apprendimento come lingua straniera da parte di migliaia di studenti, anche nell’ottica di un progressivo recupero delle proprie origini da parte dei discendenti degli immigrati.

## Corrispondenze linguistiche tra italiano e romeno
Un dato importante per i contatti linguistici tra Italia e Romania è la somiglianza tra le rispettive lingue nazionali.
Gli studi su questa somiglianza, e in generale sulle concordanze linguistiche del romeno e dei suoi dialetti con le altre lingue e parlate romanze, vengono avviati nel corso dell'Ottocento quando, con la Scuola transilvana, inizia un movimento culturale di riscoperta delle origini latine della lingua romena. Furono condotte, a partire dalla metà del secolo, numerose ricerche filologiche per indagare e documentare tali origini e non meno importante fu l’impulso di questi studiosi nell’introdurre in romeno l’uso dell’alfabeto latino al posto di quello cirillico.

### Caratteri generali del rumeno
Il romeno è, tra le lingue neolatine, la più vicina all’italiano. La struttura grammaticale conserva le declinazioni latine del genitivo e dativo singolare femminile, vocativo, il genere neutro e le quattro coniugazioni. Un fattore facilitante nell’acquisizione dell’italiano da parte dei rumeni è la similarità tra i sistemi fonetici. L’ortografia di entrambe ha una buona corrispondenza tra fonemi e grafemi e usa sistemi simili per rappresentare suoni identici sia in italiano che romeno, tra cui: ce – ci – chi – ge – gi – ghe – ghi.
Il sistema fonologico rumeno include tutti i fonemi dell’italiano, tranne alcuni suoni consonantici: la [ʣ] di zaino, zero, la [ʎ] di figlio, foglia e la [ɲ] di gnomo, regno.

### Paralelism între limba română și italiană(1841)
Il parallelismo e i rapporti fra la lingua italiana e romena sono stati trattati ampiamente da Heliade-Rădulescu, uomo politico, letterato e militante per l’unità nazionale, nell’opera Parallelismo fra la lingua romena e italiana (Paralelism între limba română și italiană), in cui sostiene dapprima la semplificazione, poi l'abolizione totale dell'alfabeto cirillico, e l'epurazione della lingua dagli elementi non latini che si sarebbero dovuti sostituire con parole italiane.
Heliade propone un’ortografia romena ispirata in parte a quella italiana e in parte influenzata dai principi etimologici della Scuola transilvana, teorizzando una massiccia italianizzazione lessicale, con la creazione di una lingua italo-romena.
Nel saggio segnala un gran numero di neologismi in gran parte italiani che servono a dimostrare come, in un periodo in cui forte era l’influenza della cultura francese, anche la lingua italiana abbia rappresentato un modello ed esercitato un’influenza sulla lingua e la cultura romena.
Ai neologismi italiani, Heliade assegna la medesima funzione nobilitante e di magnificazione che nella lingua letteraria italiana hanno i latinismi, i sinonimi elevati, le forme dotte e rare.
| Romeno     | Italiano              |
| ---------- | --------------------- |
| afabil     | affabile              |
| adorabil   | adorabile             |
| colosal    | colossal              |
| implacabil | implacabile           |
| inefabil   | ineffabile            |
| inerte     | inerti                |
| mistico    | mistica               |
| pervers    | perverso o pervertito |
| suav       | soave                 |
| venerabil  | venerabile            |

Quando però arriva a sostenere che italiano e romeno non siano lingue diverse, ma dialetti derivati dal latino e a propugnare una lingua romeno-italiana con la necessità di sostituire le parole romene con quelle italiane "superiori", non può evitare le critiche di diversi letterati e studiosi, fra i quali Mihai Eminescu.

### Le concordanze della lingua romena con i dialetti meridionali italiani
Gli studi sulle concordanze italo-romene vedono il loro momento centrale nei saggi di Iorgu Iordan, pubblicati a puntate nella rivista “Arhiva” tra il 1923 e il 1928.
Lo studioso teorizzava le concordanze del romeno con i dialetti italo-meridionali, cercando di dimostrare l'esistenza di reciproche relazioni fra la ex-Dacia e il sud dell'Italia fino al V secolo.
Nel 1956 il linguista italiano Giovanni Alessi, nell'articolo Concordanze lessicali tra i dialetti rumeni e quelli calabresi, non si limitava a trattare i soli fatti lessicali, ma estendeva le sue osservazioni ai sintagmi in cui ricorrono le voci. Lo studioso ha dimostrato che certi termini che si credevano conservati solo in romeno, conoscono invece dei corrispondenti nelle parlate calabresi, come:
- romeno grangur - calabrese gravulu
- romeno luntre - calabrese luntri

#### Marcatura Differenziale dell'Oggetto in romeno e siciliano
La somiglianza linguistica tra romeno e dialetti meridionali si trova anche nel caso del dialetto siciliano.
Il fenomeno della Marcatura Differenziale dell’Oggetto (abbreviato MDO), o Accusativo Preposizionale, è grammaticalizzato e stabile nel romeno, lingua romanza con un sistema casuale molto più ricco rispetto a quello impoverito del siciliano. In siciliano, il fenomeno è presente in modo meno sistematico rispetto al rumeno, forse a causa della mancanza di regole grammaticali stabilite e dell’influenza della lingua italiana, che non presenta i fenomeni di marcatura differenziale dell’Oggetto Diretto.
Dagli studi tipologici è stato osservato che i principali parametri che possono influenzare la MDO sono i tratti di animatezza, definitezza e topicalità. La marcatura differenziale dell’oggetto è più sensibile al parametro della determinatezza per il rumeno, mentre a quello dell’animatezza per il siciliano.
Secondo la Teoria della Marcatura del Caso, la relazione tra gli elementi di una frase viene mostrata tanto dalla loro morfologia quanto dall’ordine delle parole all’interno di una frase. Il romeno ha ereditato cinque casi dal latino: nominativo, accusativo, dativo, genitivo e vocativo. I casi nominativo, accusativo, dativo e genitivo presentano le stesse desinenze per il nome, mentre tutti i casi hanno forme diverse per il pronome personale. Nel siciliano invece, le tracce dei casi sono visibili nei pronomi personali tonici di prima e seconda persona all’accusativo e dativo.

#### Il raddoppiamento clitico in romeno e siciliano
Sia il romeno che il siciliano presentano il fenomeno del raddoppiamento clitico, cioè una doppia espressione del complemento diretto o indiretto, tramite un nominale referenziale e un clitico coreferenziale. La forma causale accusativo o dativo è attribuito al clitico dal verbo, e si accorda in genere e numero con il complemento oggetto diretto o indiretto.
| Italiano                 | Siciliano                | Romeno                  |
| ------------------------ | ------------------------ | ----------------------- |
| Ho visto Giovanni        | U vitti a Giuvanni       | L-am vãzut pe Ion       |
| Ho dato a Maria un libro | Ci detti a Maria u libru | I am dat Mariei o carte |

#### L'area Vorposten
Nella Basilicata centrale, all'interno dell'area Lausberg, si estende un'area, detta Vorposten, con vocalismo equivalente a quello rumeno, evidente compromesso fra il sistema "sardo" a sud e quello "romanzo comune" a nord. Si tratta di un territorio in cui, da un lato, la vocale tonica latina Ĭ collassa nello stesso esito con Ē ed Ĕ, dall'altro si registra il conguaglio di Ŭ con Ū e di Ŏ con Ō per le toniche velari. Si delinea così un sistema vocalico tonico asimmetrico, di compromesso tra il sistema vocalico evoluto del romanzo-occidentale ed il sistema arcaico del sardo, che nell’ambito delle lingue romanze trova il suo unico corrispettivo nel sistema vocalico rumeno.

## L'emigrazione italiana in Romania

### Migrazione storica
Sin dal XIII secolo, le coste dell’attuale Romania furono toccate dalle attività commerciali della Repubblica di Genova e della Repubblica di Venezia. Si dovrà però attendere la seconda metà dell'Ottocento per assistere a una ripresa dei contatti fra Italia e Romania, fino a quel momento quasi assenti.
Le prime migrazioni stabili e consistenti dall'Italia ebbero come meta gli ex principati di Valacchia e Moldova, divenuti autonomi dall'Impero ottomano nel 1878, e divenuti Regno di Romania nel 1881, e l'area della Transilvania, all'epoca compresa nell'Impero austriaco.
A emigrare furono inizialmente famiglie italiane del Triveneto, zona estremamente povera compresa anch'essa nell’Impero austriaco. Tali spostamenti furono quindi agevolati dall'Austria nell'ambito di una politica di migrazioni interne tra le regioni più povere e di confine dell'Impero.
Nel Regno di Romania invece l'emigrazione italiana era incentivata dalle autorità romene in quanto la classe dirigente romena avvertiva l’esigenza strategica di rinsaldare il legame con la latinità per consolidare da una parte l’identità del paese, circondato da “un mare di slavi” e, d’altro lato, per procedere alla “romenizzazione” dei nuovi territori annessi.
Gli italiani stabilitisi in Romania provenivano in gran parte dal nord d'Italia, dalle regioni occidentali della Valle d'Aosta, Piemonte, Lombardia, Liguria, ma soprattutto da quelle orientali del Friuli-Venezia Giulia, Veneto e Trentino-Alto Adige. La permanenza era facilitata dai valori culturali simili e soprattutto dalla lingua di facile apprendimento. Con lo scoppio della grande guerra quasi tutti i lavoratori italiani che avevano conservato la cittadinanza dovettero rientrare in patria, richiamati alle armi. Concluso il conflitto, i flussi ricominciarono per poi arrestarsi con le deportazioni della seconda guerra mondiale e l'avvento del regime comunista, che portò allo spegnimento della comunità italiana chiudendo scuole, chiese e attività.
Negli anni '90, dopo la caduta del regime comunista di Ceausescu, riniziano i flussi migratori dall'italia e agli emigrati italiani viene riconosciuto lo status di minoranza etnica e il diritto di eleggere i propri parlamentari.
Attualmente, la Romania ospita circa duecentomila italiani, accentrati soprattutto nel Banato e nella Transilvania, specialmente inseriti nel settore della ristorazione. L’Italia continua ad essere dal 2006, il principale paese investitore per numero di aziende registrate, con circa il 20% del totale di presenze attive, e si contano 26.984 aziende italiane che danno lavoro a 800.000 persone.

### Italiani nella regione della Dobrugia
Alla fine del XIX secolo, migliaia di famiglie, soprattutto venete e friulane, si stabilirono nella regione costiera della Dobrugia, “dove il clima era benigno e la terra munifica”. Gli italiani erano impiegati soprattutto nell’industria delle costruzioni, come minatori, taglialegna o contadini.
Secondo le statistiche, nel 1899 in Dobrugia vivevano 1.391 italiani; nel 1928 il numero crebbe fino a 1.993, rappresentando un quinto della popolazione italiana in Romania. Tra la fine del 1800 e il 1945, gli italiani emigrati in Romania furono complessivamente 130.000, per la maggior parte rientrati in patria al termine della seconda guerra mondiale.

#### Italiano e dialetti a Greci
All’inizio del ventesimo secolo a Greci, villaggio sulle rive del Danubio nella regione storica della Dobrugia, vivevano 111 italiani.
Secondo i recenti studi di Amelia Toader, nel 1972 vivevano nel villaggio circa 40 famiglie, di cui 20 di origine bellunese.
Dal censimento del 2002, la popolazione di Greci risulta essere di 5.656 abitanti, con 94 italiani ormai alla terza e quarta generazione, quinta in alcuni casi. I rappresentanti della terza generazione (che oggi hanno circa sessanta anni) parlano come prima lingua il rumeno, ma in molti parlano anche italiano e dialetto bellunese o friulano, intrisi di espressioni romene.
Secondo le testimonianze dei residenti, tra cui la presidentessa dell'Associazione dei Friulani di Greci Otilia Bataiola, inizialmente i matrimoni avvenivano solo tra italiani e per la comunicazione quotidiana, fra le mura di casa, venivano usati i dialetti, friulano o veneto a seconda della provenienza.
A partire dalla seconda generazione hanno inizio i matrimoni misti con i membri di una comunità romena sempre più numerosa: l'inizio del Novecento è contrassegnato infatti dalle politiche di colonizzazione etnica ed omogeneizzazione culturale della Dobrugia attuate dal governo romeno, tese a stabilire una maggioranza autoctona controbilanciando così la presenza turco-tatara sino a quel momento predominante.
La conservazione della lingua è stata resa possibile dalle celebrazioni religiose in italiano nella chiesa cattolica del villaggio, tenute una volta al mese, e dai corsi di italiano della scuola del villaggio.
Nel paese è presente la chiesa cattolica di Santa Lucia, costruita tra il 1904 e il 1912 grazie alla donazione della famiglia Vals, ed una scuola di italiano, fondata e costruita nel 1932 dagli italiani del villaggio. Gli insegnanti arrivavano direttamente dall’Italia, così come i libri di testo e le uniformi per i bambini.
Fino alla seconda guerra mondiale, anche i preti erano italiani, ma vennero poi sostituiti da preti romeni, avviando la perdita dell’uso della lingua italiana, incrementata anche dalla chiusura dell’unica scuola italiana del paese da parte del governo comunista romeno.
Il futuro degli italiani di Greci è al centro del dibattito accademico e non solo: alcuni studiosi vedono l’accrescere dei matrimoni misti e la chiusura delle cave di granito, principale occupazione dei lavoratori italiani, come cause principali dell’inevitabile scomparsa della comunità etnica italiana del villaggio.

### Timisoara, "l'ottava provincia veneta"
La città di Timisoara, capoluogo del distretto di Timis all'interno della regione del Banato, dagli anni '70 ha subito un forte flusso migratorio dall'Italia, in particolare dalle province del Nord Est.
Le principali industrie, quasi tutte straniere, provengono principalmente da Germania, Stati Uniti e Italia. Il distretto è infatti detto "l'ottava provincia veneta" per l'alto numero di imprese regionali che hanno delocalizzato la produzione nella zona: le imprese italiane sono quasi 27.000 e, a dicembre 2002, il numero delle aziende partecipate da capitale veneto presenti in Romania è risultato essere di 2.038.
| Provincia | Numero Imprese | % sul totale di imprese venete | % sul totale di imprese italiane |
| --------- | -------------- | ------------------------------ | -------------------------------- |
| Belluno   | 26             | 1,28%                          | 0,21%                            |
| Padova    | 454            | 22,28%                         | 3,67%                            |
| Rovigo    | 94             | 4,61%                          | 0,76%                            |
| Treviso   | 434            | 21,30%                         | 3,51%                            |
| Venezia   | 225            | 11,04%                         | 1,82%                            |
| Vicenza   | 417            | 20,46%                         | 3,37%                            |
| Verona    | 388            | 19,04%                         | 3,14%                            |
| Totale    | 2038           | 100%                           | 16,48%                           |

La lingua veneta è la seconda lingua della città e si stampano due settimanali in lingua italiana: Sette giorni Archiviato il 21 settembre 2020 in Internet Archive. e il Gazzettino.

#### “Casa Faenza” a Timisoara
La città di Timisoara è gemellata con Faenza dal 12/03/1991.
Casa Faenza è una struttura sanitaria attiva a Timisoara dalla fine del 2000, ed è un centro semiresidenziale per il trattamento dei bisogni psichici dei bambini fino a 16 anni, realizzato con il contribuito del Comune di Faenza, il Comitato di Amicizia Faenza-Timisoara, le Opere Pie, la sezione faentina della Croce Rossa Italiana, diverse aziende locali e singoli cittadini.

#### Antenna Veneto Romania
L’Antenna Veneto Romania, costituita con l’accordo tra il Centro Estero delle Camere di Commercio del Veneto e la Camera di Commercio Industria e Agricoltura di Timisoara, svolge la funzione di sportello per gli imprenditori veneti che intendono avviare o consolidare i rapporti economici con la Romania e per le aziende venete già delocalizzate nel paese.
Nel corso del 2003, l'Antenna Veneto Romania ha concluso la prima indagine sulla presenza imprenditoriale veneta in Romania. L'indagine è ancora oggi l'unica analisi quantitativa della presenza veneta in Romania e, per quanto riguarda la delocalizzazione italiana, non sono ad oggi a disposizione dati ufficiali completi..

## Minoranza linguistica e comunità italiana
In Romania, l’italiano è lingua riconosciuta di una minoranza linguistica grazie alla Legge Nazionale sullo status delle minoranze del 2005.
A seguito della caduta del regime comunista nel 1989, lo Stato rumeno ha riconosciuto alle comunità italiane nel Paese lo status di minoranza linguistica e il diritto ad essere rappresentate da un proprio parlamentare alla Camera dei Deputati.
Dal 1999 ad oggi, si stima siano arrivati in Romania circa 20.000 italiani, stabilitisi a Bucarest, nella zona di Timisoara e in Transilvania, impiegati prevalentemente nel settore della ristorazione.
La comunità italiana è organizzata grazie all’Associazione degli Italiani di Romania (in lingua romena: Asociaţia Italienilor din România, abbreviata in RO.AS.IT), gruppo fondato nel 1993 a Suceava da discendenti di origine italiana stabilitisi nella zona della Bucovina, desiderosi di ridare vita all'unità della comunità degli italiani in Romania. Nel 2004 il presidente dell'Associazione di Suceava è diventato deputato del Parlamento romeno, in rappresentanza ufficiale della minoranza etnica italiana.
Grazie all’Associazione è stato reintrodotto, dopo sessant’anni di interruzione, l’insegnamento della lingua italiana nelle scuole, oggi attivo al Liceo "Dante Alighieri" di Bucarest.

## Lingua e cultura italiana in Romania
La cultura italiana viene introdotta in Romania a partire dal medioevo seguendo svariati itinerari. Un punto di riferimento sono stati i rapporti avuti da Stefano il Grande, Principe della Moldavia (1457-1504) con la Repubblica di Venezia e il Papa Sisto IV. Il principe moldavo intrattenne una ricca corrispondenza con il pontefice che lo nominò, dopo una grande battaglia contro in turchi, Athleta Christi, uno dei titoli più alti nel Medio Evo.
Nel rapporto fra le due culture, è importante tenere presente che i romeni sono l’unico popolo romanico che abbia conservato nel suo nome il ricordo di Roma. Essi si sono sempre chiamati tra loro rumâni, români, mentre gli altri li chiamavano valacchi, vlachi, blachi, volohi, che tutti significavano "romanici" o "parlanti di una lingua neolatina".
Viaggiando in Transilvania, Moldavia e Valacchia nel 1532, Francesco della Valle scriveva infatti:
La lingua loro è poco diversa dalla nostra Italiana, si dimandano in lingua loro Romei perché dicono esser venuti anticamente da Roma ad habitar in quel paese, et se alcuno dimanda se sano parlare in la lingua valacca, dicono a questo in questo modo: Sti Rominest? Che vuol dire: Sai tu Romano, per esser corota la lingua (…).
L’eredità latina ha sempre rappresentato il più forte legame storico dei romeni con l’Occidente ed è rimasta nei secoli un mezzo importante per mantenere la propria identità.
Nel corso dell’Ottocento si intensificarono le connessioni culturali e di ideali fra i due popoli, entrambe coinvolti nella lotta per l’unità nazionale. Nella maggioranza degli intellettuali romeni si radicò il culto per l’Italia, la terra dei romani da cui provenne l’esercito di Traiano, conquistatore della Dacia.
Fu in questo contesto che, nel 1848, il poeta transilvano Andrei Mureşanu, compose l’inno nazionale romeno (ufficiale fino al 1918), poco dopo la conferenza dei rivoluzionari valacchi e moldavi (l'Adunarea naţională de la Blaj). L'inno contiene un passaggio significativo in cui si rimarcano le radici culturali e il forte legame con la latinità:
Risvégliati, romeno, dal sonno della morte, / Nel quale t'hanno sprofondato i barbari tiranni! / Ora o mai più ritàgliati un'altra sorte / al quale dovranno inchinarsi anche i tuoi crudeli nemici! / Ora o mai più diam prova al mondo / Che in queste vene ancora scorre del sangue romano, / E che nei nostri petti conserviamo con orgoglio un nome / Trionfatore in battaglia, il nome di Traiano!
Deșteaptă-te, române, din somnul cel de moarte, / În care te-adânciră barbarii de tirani! / Acum ori niciodată, croiește-ți altă soarte, / La care să se-nchine și cruzii tăi dușmani. / Acum ori niciodată să dăm dovezi la lume / Că-n aste mâni mai curge un sânge de roman, / Și că-n a noastre piepturi păstrăm cu fală-un nume / Triumfător în lupte, un nume de Traian!

### Il teatro italiano in Romania
Nell’ambito delle relazioni teatrali nella seconda metà dell’Ottocento e inizio Novecento che intercorrono tra i paesi europei, di particolare interesse risultano i rapporti tra Romania e Italia. La presenza degli interpreti italiani sulla scena romena è stata numericamente maggiore rispetto a quella dei corrispettivi francesi, tedeschi o inglesi, e la lingua italiana in Romania è stata veicolata, come nel resto del mondo, dal teatro e opera lirica.
Uno dei fenomeni più importanti che hanno favorito l'occidentalizzazione romanza della lingua letteraria romena è stato il largo affluire di traduzioni di letteratura francese e italiana. Nel Settecento predomina la figura del poeta italiano Pietro Metastasio con ben nove testi tradotti: il melodramma italiano arriva nei principati romeni con modalità peculiari in quanto le traduzioni non sono destinate tanto alla rappresentazione scenica quanto alla sola lettura; esse si basano inoltre non sul testo italiano originale ma su alcune traduzioni in lingua neogreca.
Nel suo saggio Verismul italian şi literatura română. Teatrul italian în România: 1871-1911 (Il Verismo italiano e la letteratura romena. Il teatro italiano in Romania: 1871-1911), l’autrice Corina Popescu analizza un elemento particolare del legame tra Italia e Romania: la presenza del dramma verista italiano e quella dell’attore realista-verista italiano sulla scena romena, considerando il rapporto tra lingua, letteratura, drammaturgia e teatro.

### Lo studio dell'italiano in Romania
Nell’corso dell'Ottocento si assiste in Romania ad una vera espansione dell’italianistica. Molti intellettuali richiedono l’inserimento della lingua italiana nelle scuole rumene e nascono associazioni e istituti per la promozione della lingua e cultura italiana.
I più rinomati promotori dell’insegnamento della lingua italiana nella Romania del diciannovesimo secolo, nonché autori di grammatiche, manuali e prontuari per lo studio, sono gli italiani Gerolamo Abbeatici, Orazio Spinazzolla, Gian Luigi Frollo e Ramiro Ortiz.

#### Gerolamo Abbeatici
Insegnante d’italiano a Galaţi e Bucarest, è noto innanzi tutto come autore di manuali che testimoniano lo zelo col quale gli intellettuali di Bucarest seguivano le lezioni d’italiano (e francese):
- Gramatica Italiano-Romanu, intitulată Instructorul Italian, pubblicata a Galaţi e Bucarest, 1848;
- Dialogu Italiano-Romanu, cu începuturi de Gramatica, în Lecţiuni. Dedicatu nobilei naţiuni române, Bucarest: Imprimeria Statului, numită Nifon, 1860-1862.

#### Orazio Spinazzolla
Il napoletano Spinazzolla è stato autore di grammatiche (come la Grammatica romena e dialoghi romeni-italiani, 1863) e miscellanee per stimolare l’interesse per la letteratura italiana.
Spinazzolla chiese il suo trasferimento dalla cattedra alla Scuola Santo Sava (1850-1870) all’Università di Bucarest, di recente fondazione, in cui è stato l'ideatore di una cattedra di lingua e letteratura italiana.

#### Gian Luigi Frollo
Il veneziano Frollo è stato professore ai licei Re Carlo I di Brăila (1863-1869) e Matei Basarab di Bucarest (1869-1878), e scrittore di grammatiche e dizionari per fornire agli scolari strumenti di lavoro:
-         Lecţiuni de limba şi literatura italiană. Elemente de Gramatică, Lecturi şi traducţiuni, Brăila, 1868;
-         Limba româna şi dialectele italiene, 1869.
Sin dal 1871, ha denunciato “la gallomania” dei coordinatori dell’istruzione pubblica che, collocando la lingua francese tra le discipline obbligatorie ed istituendo una cattedra di francese in entrambe le università, si rivelavano più cattolici del Papa. Secondo Frollo, la soluzione era appunto lo studio dell’italiano.
Il professore richiedeva “che l’italiano fosse imposto dalle autorità come qualche anno fa e com’è tuttora nelle scuole commerciali, nel ginnasio di Brăila e nel liceo di Bârlad”. Il suo suggerimento era quello di fondare nella Facoltà di Lettere una nuova cattedra: filologia comparativa delle lingue e letterature romanze.

#### Ramiro Ortiz
Originario di Chieti, è stato inviato nel 1909 in Romania dal Ministero dell’Istruzione italiana come maestro di conferenze di lingua e letteratura italiana.
Specialista in filologia romanza, Ramiro Ortiz è stato per 24 anni professore all’Università di Bucarest, dove ha fondato il seminario di lingua e letteratura italiana e la rivista Roma (1921-1933).
È considerato, altresì, il padre fondatore dell’Istituto Italiano di Cultura di Bucarest. Dal 1933 fino alla morte, è stato professore di filologia romanza all’Università di Padova, dove, nel 1937, ha creato il lettorato di lingua e letteratura romena.

#### Istituto italiano di cultura di Bucarest
L’Istituto italiano di cultura di Bucarest nasce nel 1924 come istituzione privata grazie all’impegno di alcuni importanti intellettuali italiani e romeni tra cui Nicolae Iorga, Eugen Lovinescu, Ramiro Ortiz, titolare quest’ultimo, dal 1909, della prima cattedra di lingua e letteratura italiana in Romania.
Nell’aprile 1933 l’Istituto di Cultura diventa istituzione ufficiale dello Stato italiano ma verrà chiuso nel 1948 per ordine delle autorità comuniste. Questa situazione durerà per un ventennio, fino alla riapertura in seguito alla firma, l’8 agosto 1967, del nuovo Accordo Culturale tra l’Italia e la Romania.
Dal 2002 la sede si trova nella zona residenziale settentrionale di Bucarest, e dispone di spazi espositivi, di una sala di conferenze, di una biblioteca con oltre 10.000 volumi e di uno spazio destinato ai corsi di lingua.
L’Istituto è l’unica istituzione in Romania che organizza esami di certificazione delle conoscenze di italiano in collaborazione con le Università per Stranieri di Perugia (CELI) e Siena (CILS, DITALS).

#### La Scuola italiana di Bucarest
Nel 1887 è attestata la presenza a Bucarest di una comunità italiana di circa 900 persone, che diede vita a una Società di Mutuo Soccorso e a una scuola che contava un totale di 83 alunni, di cui 53 italiani.
Nel 1901, la comunità fondò un Circolo Culturale e si associò alla Società Dante Alighieri guidata da Luigi Cazzavillan, giornalista di Arzignano, nel vicentino, che dopo la guerra serbo-turca, dove ha partecipato come inviato di guerra, si trasferì a Bucarest.
Cazzavillan investì molto sulla scuola italiana, che prese il nome di Regina Margherita, e che venne edificata nel 1901 sulla via che oggi porta il suo nome. Per quarantasette anni la scuola contribuì alla diffusione dell’educazione e della cultura italiana, fino alla chiusura ad opera delle autorità comuniste nel 1948. Il nome di Cazzavillan è legato anche alla fondazione di alcuni giornali come Universul, il più importante quotidiano romeno, e Frăția romano – italiana, giornale nel quale ha cercato di mettere in evidenza gli aspetti comuni di questi due popoli.
Alla fine degli anni ’70, grazie a un’apertura del regime comunista, venne fondata una nuova scuola italiana, Aldo Moro, da un gruppo di diplomatici italiani. La scuola è stata sostenuta con un contributo annuale dallo Stato italiano fino al 2006, quando ha cessato il supporto causa numero inefficiente di iscritti. Per evitare la chiusura della scuola, l’associazione italiana “Liberi di Educare” l’ha privatizzata non riuscendo però a garantire una valida offerta formativa.
Nel 2018, grazie ai contributi di genitori romeni, la scuola ha riaperto in una nuova sede a Bucarest e con un nuovo programma didattico. La nuova Scuola Italiana Dante Alighieri è un liceo bilingue aperto a tutti. Il direttore in carica dal 2019 è il Dott. Ezio Peraro, la preside è la Prof.ssa Tina Savoi.